# Nicolas Beaudan
Nicolas Beaudan (ur. 13 grudnia 1975 w Clermont-Ferrand) – francuski florecista, czterokrotny medalista mistrzostw świata.
Podczas mistrzostw świata w Lipsku w 2005 roku wywalczył indywidualnie brązowy medal. Wyprzedzili go jedynie Włoch Salvatore Sanzo i Chińczyk Zhang Liangliang. Na tej samej imprezie Francuzi w składzie: Nicolas Beaudan, Victor Sintès, Erwann Le Péchoux i Brice Guyart zdobyli złoty medal w zawodach drużynowych. Wynik ten Francuzi z Beaudanem w składzie powtórzyli na mistrzostwach świata w Turynie w 2006 roku i mistrzostwach świata w Petersburgu w 2007 roku.
Zdobył ponadto srebrny medal w turnieju drużynowym na mistrzostwach Europy w Moskwie w 2002 roku.
Nigdy nie wziął udziału w igrzyskach olimpijskich.